# Brice (champagne)

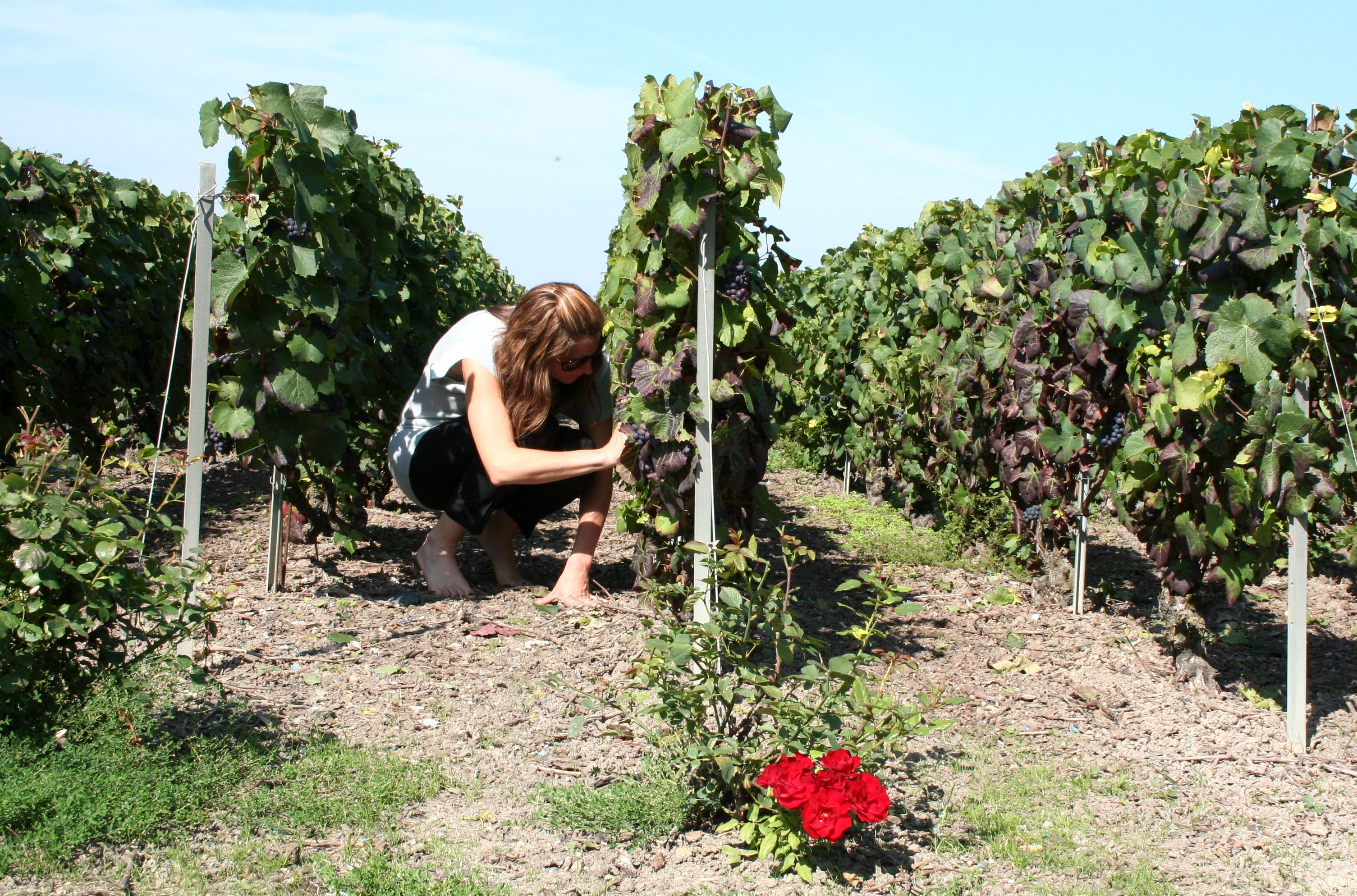
Druivestokken in de gemeente Bouzy

Brice is een champagnehuis dat in 1994 werd gesticht. Het zelfstandige bedrijf is in Bouzy gevestigd. De fima bezit 8 hectare wijngaard in de grand cru-gemeenten Ay, Bouzy, Cramant en Verzenay.
De meeste champagnes zijn assemblages van wijnen uit soms wel 40 gemeenten en verschillende oogsten. Brice legt zich toe op het benadrukken van de terroir van de wijngaarden waar de druiven hebben gegroeid. Het huis kan dat doen omdat het eigen wijngaarden in grand cru-gemeenten bezit. Uit de op de zuidelijke hellingen gelegen druiven uit de grand cru-gemeente Bouzy worden twee "monocépage-champagnes" geassembleerd.
Het huis produceert zes champagnes:
- Brice Bouzy Grand Cru - De druiven, 80% pinot noir en 20% chardonnay, voor deze wijn stammen uitsluitend uit grand cru-gemeenten
- Brice Bouzy Grand Cru Vintage 2007 - De druiven voor deze wijn stammen uitsluitend uit grand cru-gemeenten en werden in 2007 geoogst
- Brice Brut Tradition - Voor deze assemblage zijn druiven, 67% pinot noir en 33% chardonnay, uit 15 gemeenten gebruikt.
- Brice Blanc-de-Blancs - De blanc de blancs is een witte wijn uit witte druiven van het ras chardonnay. Ze werden in premier cru-gemeenten op de Montagne de Reims en de Côte des Blancs geplukt.
- Brice Brut Rosé - De assemblage van deze roséchampagne is afwijkend van die van andere grote huizen. Brice gebruikte 85% pinot noir en mengde die met rode wijn uit het champagnegebied. Daarvoor werd "saignée" gewonnen most van blauwe druiven uit de grand cru-gemeente Bouzy gebruikt.[1]
- Brice Bouzy Rouge - De met de hand geplukte druiven, alleen pinot noir, voor deze blanc de noirs champagne komen uit de grand cru-gemeente Bouzy. De champagne werd op eiken vaten gelagerd.[2]